# Unicodeblock CJK-Symbole und -Interpunktion
Der Unicodeblock CJK-Symbole und -Interpunktion (engl. CJK Symbols and Punctuation, U+3000 bis U+303F) enthält Satzzeichen und andere Symbole für die chinesische, japanische und koreanische Schrift.

## Tabelle
| Unicodenummer  | Zeichen (400 %) | Kategorie                               | Bidirektionale Klasse       | Offizielle Bezeichnung                                 | Beschreibung                                                                    |
| -------------- | --------------- | --------------------------------------- | --------------------------- | ------------------------------------------------------ | ------------------------------------------------------------------------------- |
| U+3000 (12288) | [[ ]]           | Trenn- (Leer-) Zeichen                  | Whitespace                  | IDEOGRAPHIC SPACE                                      | Ideographisches Leerzeichen                                                     |
| U+3001 (12289) | 、              | andere Interpunktion                    | anderes neutrales Zeichen   | IDEOGRAPHIC COMMA                                      | Ideographisches Komma                                                           |
| U+3002 (12290) | 。              | andere Interpunktion                    | anderes neutrales Zeichen   | IDEOGRAPHIC FULL STOP                                  | Ideographischer Punkt                                                           |
| U+3003 (12291) | 〃              | andere Interpunktion                    | anderes neutrales Zeichen   | DITTO MARK                                             | Unterführungszeichen                                                            |
| U+3004 (12292) | 〄              | anderes Symbol                          | anderes neutrales Zeichen   | JAPANESE INDUSTRIAL STANDARD SYMBOL                    | Japanischer Industrieller Standard                                              |
| U+3005 (12293) | 々              | modifizierender Buchstabe               | links nach rechts           | IDEOGRAPHIC ITERATION MARK                             | Ideographisches Wiederholungszeichen                                            |
| U+3006 (12294) | 〆              | anderer Buchstabe, Silbe oder Ideogramm | links nach rechts           | IDEOGRAPHIC CLOSING MARK                               | Ideographisches Schließungszeichen                                              |
| U+3007 (12295) | 〇              | buchstabenartige Ziffer                 | links nach rechts           | IDEOGRAPHIC NUMBER ZERO                                | Chinesische Null                                                                |
| U+3008 (12296) | 〈              | öffnende Punktierung (eines Paars)      | anderes neutrales Zeichen   | LEFT ANGLE BRACKET                                     | Spitze Klammer links                                                            |
| U+3009 (12297) | 〉              | schließende Punktierung (eines Paars)   | anderes neutrales Zeichen   | RIGHT ANGLE BRACKET                                    | Spitze Klammer rechts                                                           |
| U+300A (12298) | 《              | öffnende Punktierung (eines Paars)      | anderes neutrales Zeichen   | LEFT DOUBLE ANGLE BRACKET                              | Doppelte spitze Klammer links                                                   |
| U+300B (12299) | 》              | schließende Punktierung (eines Paars)   | anderes neutrales Zeichen   | RIGHT DOUBLE ANGLE BRACKET                             | Doppelte spitze Klammer rechts                                                  |
| U+300C (12300) | 「              | öffnende Punktierung (eines Paars)      | anderes neutrales Zeichen   | LEFT CORNER BRACKET                                    | Linke Eckklammer                                                                |
| U+300D (12301) | 」              | schließende Punktierung (eines Paars)   | anderes neutrales Zeichen   | RIGHT CORNER BRACKET                                   | Rechte Eckklammer                                                               |
| U+300E (12302) | 『              | öffnende Punktierung (eines Paars)      | anderes neutrales Zeichen   | LEFT WHITE CORNER BRACKET                              | Linke weiße Eckklammer                                                          |
| U+300F (12303) | 』              | schließende Punktierung (eines Paars)   | anderes neutrales Zeichen   | RIGHT WHITE CORNER BRACKET                             | Rechte weiße Eckklammer                                                         |
| U+3010 (12304) | 【              | öffnende Punktierung (eines Paars)      | anderes neutrales Zeichen   | LEFT BLACK LENTICULAR BRACKET                          | Linke schwarze konkave Klammer                                                  |
| U+3011 (12305) | 】              | schließende Punktierung (eines Paars)   | anderes neutrales Zeichen   | RIGHT BLACK LENTICULAR BRACKET                         | Rechte schwarze konkave Klammer                                                 |
| U+3012 (12306) | 〒              | anderes Symbol                          | anderes neutrales Zeichen   | POSTAL MARK                                            | Postsymbol                                                                      |
| U+3013 (12307) | 〓              | anderes Symbol                          | anderes neutrales Zeichen   | GETA MARK                                              | Geta-Zeichen                                                                    |
| U+3014 (12308) | 〔              | öffnende Punktierung (eines Paars)      | anderes neutrales Zeichen   | LEFT TORTOISE SHELL BRACKET                            | Linke stumpfe Klammer                                                           |
| U+3015 (12309) | 〕              | schließende Punktierung (eines Paars)   | anderes neutrales Zeichen   | RIGHT TORTOISE SHELL BRACKET                           | Rechte stumpfe Klammer                                                          |
| U+3016 (12310) | 〖              | öffnende Punktierung (eines Paars)      | anderes neutrales Zeichen   | LEFT WHITE LENTICULAR BRACKET                          | Linke hohle konkave Klammer                                                     |
| U+3017 (12311) | 〗              | schließende Punktierung (eines Paars)   | anderes neutrales Zeichen   | RIGHT WHITE LENTICULAR BRACKET                         | Rechte hohle konkave Klammer                                                    |
| U+3018 (12312) | 〘              | öffnende Punktierung (eines Paars)      | anderes neutrales Zeichen   | LEFT WHITE TORTOISE SHELL BRACKET                      | Linke hohle stumpfe Klammer                                                     |
| U+3019 (12313) | 〙              | schließende Punktierung (eines Paars)   | anderes neutrales Zeichen   | RIGHT WHITE TORTOISE SHELL BRACKET                     | Rechte hohle stumpfe Klammer                                                    |
| U+301A (12314) | 〚              | öffnende Punktierung (eines Paars)      | anderes neutrales Zeichen   | LEFT WHITE SQUARE BRACKET                              | Linke hohle eckige Klammer                                                      |
| U+301B (12315) | 〛              | schließende Punktierung (eines Paars)   | anderes neutrales Zeichen   | RIGHT WHITE SQUARE BRACKET                             | Rechte hohle eckige Klammer                                                     |
| U+301C (12316) | 〜              | strichförmige Interpunktion             | anderes neutrales Zeichen   | WAVE DASH                                              | Gewellter Strich                                                                |
| U+301D (12317) | 〝              | öffnende Punktierung (eines Paars)      | anderes neutrales Zeichen   | REVERSED DOUBLE PRIME QUOTATION MARK                   | Gespiegeltes Anführungszeichen                                                  |
| U+301E (12318) | 〞              | schließende Punktierung (eines Paars)   | anderes neutrales Zeichen   | DOUBLE PRIME QUOTATION MARK                            | Anführungszeichen                                                               |
| U+301F (12319) | 〟              | schließende Punktierung (eines Paars)   | anderes neutrales Zeichen   | LOW DOUBLE PRIME QUOTATION MARK                        | Anführungszeichen unten                                                         |
| U+3020 (12320) | 〠              | anderes Symbol                          | anderes neutrales Zeichen   | POSTAL MARK FACE                                       | Postsymbol mit Gesicht                                                          |
| U+3021 (12321) | 〡              | buchstabenartige Ziffer                 | links nach rechts           | HANGZHOU NUMERAL ONE                                   | Hangzhou-Nummernzeichen Eins                                                    |
| U+3022 (12322) | 〢              | buchstabenartige Ziffer                 | links nach rechts           | HANGZHOU NUMERAL TWO                                   | Hangzhou-Nummernzeichen Zwei                                                    |
| U+3023 (12323) | 〣              | buchstabenartige Ziffer                 | links nach rechts           | HANGZHOU NUMERAL THREE                                 | Hangzhou-Nummernzeichen Drei                                                    |
| U+3024 (12324) | 〤              | buchstabenartige Ziffer                 | links nach rechts           | HANGZHOU NUMERAL FOUR                                  | Hangzhou-Nummernzeichen Vier                                                    |
| U+3025 (12325) | 〥              | buchstabenartige Ziffer                 | links nach rechts           | HANGZHOU NUMERAL FIVE                                  | Hangzhou-Nummernzeichen Fünf                                                    |
| U+3026 (12326) | 〦              | buchstabenartige Ziffer                 | links nach rechts           | HANGZHOU NUMERAL SIX                                   | Hangzhou-Nummernzeichen Sechs                                                   |
| U+3027 (12327) | 〧              | buchstabenartige Ziffer                 | links nach rechts           | HANGZHOU NUMERAL SEVEN                                 | Hangzhou-Nummernzeichen Sieben                                                  |
| U+3028 (12328) | 〨              | buchstabenartige Ziffer                 | links nach rechts           | HANGZHOU NUMERAL EIGHT                                 | Hangzhou-Nummernzeichen Acht                                                    |
| U+3029 (12329) | 〩              | buchstabenartige Ziffer                 | links nach rechts           | HANGZHOU NUMERAL NINE                                  | Hangzhou-Nummernzeichen Neun                                                    |
| U+302A (12330) | 〪                | Markierung ohne Extrabreite             | Markierung ohne Extrabreite | IDEOGRAPHIC LEVEL TONE MARK                            | Ideographisches Tonzeichen Pegel                                                |
| U+302B (12331) | 〫                | Markierung ohne Extrabreite             | Markierung ohne Extrabreite | IDEOGRAPHIC RISING TONE MARK                           | Ideographisches Zeichen ansteigender Ton                                        |
| U+302C (12332) | 〬                | Markierung ohne Extrabreite             | Markierung ohne Extrabreite | IDEOGRAPHIC DEPARTING TONE MARK                        | Ideographisches Zeichen verlassender Ton                                        |
| U+302D (12333) | 〭                | Markierung ohne Extrabreite             | Markierung ohne Extrabreite | IDEOGRAPHIC ENTERING TONE MARK                         | Ideographisches Zeichen Eintrittston                                            |
| U+302E (12334) | 〮                | Markierung mit Extrabreite              | links nach rechts           | HANGUL SINGLE DOT TONE MARK                            | Hangeul-Einzelpunkt-Lautzeichen                                                 |
| U+302F (12335) | 〯                | Markierung mit Extrabreite              | links nach rechts           | HANGUL DOUBLE DOT TONE MARK                            | Hangeul-Doppelpunkt-Lautzeichen                                                 |
| U+3030 (12336) | 〰              | strichförmige Interpunktion             | anderes neutrales Zeichen   | WAVY DASH                                              | Welliger Strich                                                                 |
| U+3031 (12337) | 〱              | modifizierender Buchstabe               | links nach rechts           | VERTICAL KANA REPEAT MARK                              | Vertikales Kana-Wiederholungszeichen                                            |
| U+3032 (12338) | 〲              | modifizierender Buchstabe               | links nach rechts           | VERTICAL KANA REPEAT WITH VOICED SOUND MARK            | Vertikales Kana-Wiederholungszeichen mit Stimmhaftigkeitszeichen                |
| U+3033 (12339) | 〳              | modifizierender Buchstabe               | links nach rechts           | VERTICAL KANA REPEAT MARK UPPER HALF                   | Vertikales Kana-Wiederholungszeichen, obere Hälfte                              |
| U+3034 (12340) | 〴              | modifizierender Buchstabe               | links nach rechts           | VERTICAL KANA REPEAT WITH VOICED SOUND MARK UPPER HALF | Vertikales Kana-Wiederholungszeichen, obere Hälfte, mit Stimmhaftigkeitszeichen |
| U+3035 (12341) | 〵              | modifizierender Buchstabe               | links nach rechts           | VERTICAL KANA REPEAT MARK LOWER HALF                   | Vertikales Kana-Wiederholungszeichen, untere Hälfte                             |
| U+3036 (12342) | 〶              | anderes Symbol                          | anderes neutrales Zeichen   | CIRCLED POSTAL MARK                                    | Eingekreistes Postsymbol                                                        |
| U+3037 (12343) | 〷              | anderes Symbol                          | anderes neutrales Zeichen   | IDEOGRAPHIC TELEGRAPH LINE FEED SEPARATOR SYMBOL       | Ideographisches Telegrammzeichen Zeilentrennungssymbol                          |
| U+3038 (12344) | 〸              | buchstabenartige Ziffer                 | links nach rechts           | HANGZHOU NUMERAL TEN                                   | Hangzhou-Nummernzeichen Zehn                                                    |
| U+3039 (12345) | 〹              | buchstabenartige Ziffer                 | links nach rechts           | HANGZHOU NUMERAL TWENTY                                | Hangzhou-Nummernzeichen Zwanzig                                                 |
| U+303A (12346) | 〺              | buchstabenartige Ziffer                 | links nach rechts           | HANGZHOU NUMERAL THIRTY                                | Hangzhou-Nummernzeichen Dreißig                                                 |
| U+303B (12347) | 〻              | modifizierender Buchstabe               | links nach rechts           | VERTICAL IDEOGRAPHIC ITERATION MARK                    | Ideographisches vertikales Iterationszeichen                                    |
| U+303C (12348) | 〼              | anderer Buchstabe, Silbe oder Ideogramm | links nach rechts           | MASU MARK                                              | Masu-Zeichen                                                                    |
| U+303D (12349) | 〽              | andere Interpunktion                    | anderes neutrales Zeichen   | PART ALTERNATION MARK                                  | Teilalternationszeichen                                                         |
| U+303E (12350) | 〾              | anderes Symbol                          | anderes neutrales Zeichen   | IDEOGRAPHIC VARIATION INDICATOR                        | Ideographischer Variationsindikator                                             |
| U+303F (12351) | 〿               | anderes Symbol                          | anderes neutrales Zeichen   | IDEOGRAPHIC HALF FILL SPACE                            | Ideographisches Halbfüllungszeichen                                             |